# シルクの果実
『シルクの果実』は、智弘カイによる日本の成人向け漫画。同作者にとって初となる単行本収録作品。

## 秘湯恋慕

### ストーリー
年に一度の社員旅行の幹事を務めることとなった古澤章一は、山奥にある季粋館の女将に旧知の間柄ということで、格安の値段で予約を取ることに成功する。

### 登場人物
古澤 章一（ふるさわ しょういち）
本編の主人公。都心にある証券会社で、経理として働いている。年齢は直接的な明言はないが「高校に入ったころに転校して9年経つ。」と語っていることから学齢どおりなら25歳と思われる。
堅物だが、なかなかの男前で同僚たちからもモテる。しかし、本心では菖蒲のことを忘れられずにいる。
最終的に、菖蒲と関係を持ったことが美百合に知られてしまい、責任を取らされる形で婿入りすることが内定する。
菖蒲（あやめ）
本編のヒロイン。章一の幼馴染で、現在は家業である季粋苑の若女将。
黒髪のショートボブが似合う清楚な美女。非常にムッチリとしたグラマラスな肉体の持ち主で、人並み外れた爆乳を誇る。
幼少期の頃から章一のことを一途に想い続けており、再会した際はその想いをすべて彼にぶつけ、自身の操を捧げた。
美百合（みゆり）
菖蒲の母親。季粋苑の大女将。
楚々とした雰囲気をまとった和風美人だが、次期女将となる娘の教育には厳しい。また、娘の純潔を奪った章一に対しても、男として責任を取るように強制させるなど、非常にしたたかな人物もある。

## 弱り目に勃たり目
ストーリー
登場人物

## コッケトリー
ストーリー
登場人物

## リンクの痕に
ストーリー
登場人物 

## 1,000days
ストーリー
登場人物 

## BEER☆BEER
ストーリー
登場人物 

## 白驟雨来たりなば
ストーリー

登場人物 

## Girl Hearts Boy
ストーリー
登場人物 

## 性の権力
ストーリー
登場人物 

## プールサイド・インストラクト
ストーリー
コーチから体の硬さを理由に女子部員のストレッチの指導を頼まれた大貴はその女子部員の瑞樹からの頼みもあって彼女にストレッチを指導していく。

登場人物
大貴(たいき)
本編の主人公。水泳部部長を務めており、瑞樹のストレッチの指導を行う。　　　　　　　　　　　ストレッチ中に瑞樹の豊満な肉体に発情し勃起してしまうも平常心を保ちながらストレッチを行うなど真面目な性格をしている。その最中に自身に憧れていたという瑞樹の想いを聞き届け、瑞樹と肉体関係を築く。

瑞樹(みずき)
本編のヒロイン。水泳部に所属する女子高生。黒いロングヘアと非常にむっちりとした豊満な巨乳と肉体を持つ真面目な性格の美少女。実は大貴に憧れや恋心を抱いており、自分に発情したことをとても嬉しく思っており、その際に自身の想いを彼に明かしお互いの操を捧げ、甘く激しく互いを求め合った。

## Eyes of strangers
ストーリー
登場人物 

## 梅雨一過
ストーリー
登場人物 

## Cross of strangers
ストーリー
登場人物 

## 書誌情報
- 智弘カイ 『シルクの果実』 ワニマガジン社〈ワニマガジンコミックススペシャル〉、全1巻
  1. 2014年8月29日発売[1]、ISBN 978-4-86269-324-2